# Bundesliga (ženska odbojka)
Njemačka odbojkaška Bundesliga za žene najviše je odbojkaško natjecanje u Njemačkoj za djevojčadi. Održava se od 1966. godine te u njoj sudjeluje trinaest najboljih njemačkih odbojkaških djevojčadi.
Najuspješnija djevojčad je Schweriner SC.

## Vanjske poveznice
- Službene stranice Bundeslige (njem.)
- Statistike Bundeslige (njem.)